# Ottokar Tesar
Ottokar Josef Eduard Tesar (* 31. Dezember 1881 in Brünn; † 8. März 1965 in Hamburg) war ein österreichisch-deutscher Rechtswissenschaftler.

## Leben
Tesar promovierte an der Deutschen Universität Prag. Er war ein Schüler von Hans Gustav Adolf Gross und arbeitete nach Abschluss seiner Universitätsstudien bei Franz von Liszt am kriminalistischen Seminar der Friedrich-Wilhelms-Universität zu Berlin. 1908 habilitierte Tesar an der Prager Universität und wurde ebenda Privatdozent. In seiner Habilitationsschrift Die symptomatische Bedeutung des verbrecherischen Verhaltens vertrat er die Ansicht, dass man am Verbrechen die antisoziale Gesinnung des Verbrechers erkennen könne. Nach dem Ersten Weltkrieg, in dem Tesar als Artillerieoffizier in der österreichischen Armee diente, war er als Ratssekretär beim österreichischen Verfassungsgerichtshof tätig. Gleichzeitig lehrte er an der Universität Wien. 1920 erging an ihn ein Ruf als außerordentlicher Professor nach Königsberg in Preußen, wo er noch im selben Jahr ordentlicher Professor wurde. Ab 1935 war er Professor in Hamburg für Strafrecht, Kriminologie und Rechtsphilosophie. Ab 1936 war er Direktor des dortigen Seminars für Strafrecht und Kriminalpolitik. 1937 beantragte Tesar die Aufnahme in die NSdAP und begann an der von Emil Helfferich und Curt Rothenberger initiierten forensisch-biologischen Arbeitsgemeinschaft regelmäßig teilzunehmen. Er wurde 1940 in die Partei aufgenommen und war 1940 bis 1942 Dekan. Bei dem Philosophen-Kongreß 1947 in Garmisch-Partenkirchen vertrat er die Auffassung, dass Recht nur jenseits des Rechtspositivismus ontologisch verstanden werden könne, da nun Personen für Verbrechen verurteilte würden, die zur Tatbegehung noch keine Straftaten gewesen seien. Er wurde nach dem Weltkrieg 1949 Direktor des Seminars für Rechtsphilosophie.
1950 wurde Tesar emeritiert.
Zu den Schülern Tesars gehören Claus Roxin (Hamburg) und Karl Carstens (Königsberg). Letzterer beschrieb ihn in seinen Memoiren wie folgt:

„Er war eine ungewöhnliche Erscheinung, ein ungarischer Graf, früher Erzieher von Prinzen, jetzt also Lehrer des Strafrechts. Er trug einen dicken, goldenen Armreif und ein goldenes Monokel, das er, wenn er seinem Vortrag Nachdruck verleihen wollte, durch eine bestimmte Bewegung seiner Augenmuskulatur aus dem Auge springen ließ, wobei es durch eine schwarze, seidene Schnur aufgefangen wurde. Seine Vorlesung war nicht besonders fesselnd, aber er war ein gütiger und zugleich nobler Mann.“

## Schriften (Auswahl)
- Die symptomatische Bedeutung des verbrecherischen Verhaltens. Ein Beitrag zur Wertungslehre im Strafrecht (= Abhandlungen des kriminalistischen Seminars an der Universität Berlin; Neue Folge. Band 5, Heft 3). Guttentag, Berlin 1907, OCLC 1104881299.
- Staatsidee und Strafrecht. Eine historische Untersuchung. Teil 1: Das griechische Recht und die griechische Lehre bis Aristoteles (= Abhandlungen des kriminalistischen Instituts and der Universität Berlin; Folge 3. Band 1, Heft 3). Guttentag, Berlin 1914, OCLC 1104726328.
- Die Überwindung des Naturrechts in der Dogmatik des Strafrechts. Ein Beitrag zur Problematik der Strafrechtswissenschaft (= Schriften der Königsberger Gelehrten Gesellschaft, Geisteswissenschaftliche Klasse. Band 5, Heft 1). M. Niemeyer, Halle (Saale) 1928, OCLC 312627065.